# مارسلو تیناری
مارسلو تیناری (انگلیسی: Marcelo Tinari؛ زادهٔ ۸ فوریهٔ ۱۹۹۳) بازیکن فوتبال است.